# 張仕和
張仕和（1961年12月—），男，汉族，貴州桐梓人，曾任貴州盤江煤電集團有限責任公司、貴州盤江精煤股份有限公司董事長、總經理及黨委書記、贵州水矿控股集团有限责任公司董事长。畢業於中国矿业大学重庆分校采矿系。

## 生平
早年在贵州省盘江矿务局火铺矿为实习技术员。后历任技术主管、矿总工室设计组组长，火铺矿采一区、采五区区长、矿总工室主管工程师、矿采掘副总工程师，火铺矿党委委员、总工程师、第一副矿长、矿长等職位。1997年委任貴州盤江煤電集團工程師。1999年委任水城矿业集团公司副总经理。2001年委任貴州盤江煤電集團有限責任公司管理層。
2002年委任贵州省煤炭管理局副局长。
2007年，他重返貴州盤江煤電集團，任董事长、党委书记，以及貴州盤江精煤股份有限公司董事長、總經理及黨委書記。2017年，任贵州水矿控股集团有限责任公司董事长。
2020年2月，任贵州省人民政府副秘书长。2021年1月，任贵州省政协人口资源环境委员会副主任。